# ۲۸ (عدد)
عدد ۲۸ به حروف بیست و هشت یک عدد طبیعی است که بعد از ۲۷ و قبل از ۲۹ قرار دارد.